# ستانلي دونالد ستوكي
ستانلي دونالد ستوكي (بالإنجليزية: S. Donald Stookey) (و. 1915 – 2014 م) هو كيميائي، ومهندس من الولايات المتحدة الأمريكية . ولد في مقاطعة شيردان (نبراسكا) .
توفي في روتشستر (نيويورك)، عن عمر يناهز 99 عاماً.

## التعليم
تعلم في كلية لافاييت